# 테리 클라크
테리 클라크(Terri Clark, 1968년 8월 5일 ~ )는 캐나다의 컨트리 가수이다.